# Eusandalum lindemani
Eusandalum lindemani är en stekelart som beskrevs av Kalina 1984. Eusandalum lindemani ingår i släktet Eusandalum och familjen hoppglanssteklar.
Artens utbredningsområde är Mongoliet. Inga underarter finns listade i Catalogue of Life.